# Kurskaia
Kurskaia (en rus: Курская) és un poble (una stanitsa) del krai de Stàvropol, a Rússia, que en el cens del 2010 tenia 12.045 habitants.